# Rieti (provins)
Rieti  er en italienske provins i regionen Lazio nordøst for Rom.
Hovedstaden for provinsen er Rieti, som også har givet navn til provinsen.
Regionen blev meget kraftigt skadet af Jordskælvet i Italien 2016, hvor en række historiske bygninger bl.a. blev ødelagt, herunder kirken Sant'Agostino i byen Amatrice.

## Kommuner
- Accumoli
- Amatrice
- Antrodoco
- Ascrea
- Belmonte in Sabina
- Borbona
- Borgo Velino
- Borgorose
- Cantalice
- Cantalupo in Sabina
- Casaprota
- Casperia
- Castel Sant'Angelo
- Castel di Tora
- Castelnuovo di Farfa
- Cittaducale
- Cittareale
- Collalto Sabino
- Colle di Tora
- Collegiove
- Collevecchio
- Colli sul Velino
- Concerviano
- Configni
- Contigliano
- Cottanello
- Fara in Sabina
- Fiamignano
- Forano
- Frasso Sabino
- Greccio
- Labro
- Leonessa
- Longone Sabino
- Magliano Sabina
- Marcetelli
- Micigliano
- Mompeo
- Montasola
- Monte San Giovanni in Sabina
- Montebuono
- Monteleone Sabino
- Montenero Sabino
- Montopoli di Sabina
- Morro Reatino
- Nespolo
- Orvinio
- Paganico Sabino
- Pescorocchiano
- Petrella Salto
- Poggio Bustone
- Poggio Catino
- Poggio Mirteto
- Poggio Moiano
- Poggio Nativo
- Poggio San Lorenzo
- Posta
- Pozzaglia Sabina
- Rieti
- Rivodutri
- Rocca Sinibalda
- Roccantica
- Salisano
- Scandriglia
- Selci
- Stimigliano
- Tarano
- Toffia
- Torri in Sabina
- Torricella in Sabina
- Turania
- Vacone
- Varco Sabino

42°23′55″N 12°51′42″Ø / 42.398518°N 12.861799°Ø